# Pomokli, Pereiaslav-Hmelnițki
Pomokli (în ucraineană Помоклі) este o comună în raionul Pereiaslav-Hmelnițki, regiunea Kiev, Ucraina, formată numai din satul de reședință.

## Demografie
Componența lingvistică a comunei Pomokli
     Ucraineană (98,51%)
     Rusă (1,49%)
Conform recensământului din 2001, majoritatea populației comunei Pomokli era vorbitoare de ucraineană (98,51%), existând în minoritate și vorbitori de rusă (1,49%).